# Ann Lähdet
Ann Lähdet, född 23 maj 1973, har dansat som professionell dansare i många år. Hon har tävlat i bl.a. latinamerikansk dans, standard, street, disco, salsa och bugg. Ann Lähdet var första svenska som blev uttagen att representera Sverige på mixing blues VM. Hon blev tio-dansmästare 1995 och var rankad som bästa svenska professionella dansare 2005 i latinamerikansk dans. Hon har deltagit i TV4:s underhållningsprogram Let's Dance.
Hon är utbildad som barn- och ungdomspedagog med filosofie kandidatexamen i pedagogik och även som danslärare med associate examen i latin och disco freestyle. Dessutom har hon danssporttränarexamen i streetdance och disco. Vidare är Lähdet medlem i Sveriges danspedagogers riksförbund (SDR) och licensierad domare inom SDR. Lähdet är även delägare av dansskolan Danceworld i Sundsvall.